# 李銘根
李銘根，ISO（1930年10月30日—2023年2月23日），是一名建築設計師，前香港建築師學會副會長及前香港建築署署長，於1991年退休。他曾以射擊運動員的身份代表香港參加1968年夏季奧林匹克運動會。他亦是澳門和香港一些地標建築物的設計者，其代表作有香港藝術館、香港文化中心、莉娜大廈等。

## 背景
李銘根出生於澳門，是一名澳門土生葡人，其父李珠（葡萄牙語：António Lei）是一名工程師，他於1949年設計了位於南灣的政府合署大樓（現舊法院大樓）。李銘根在1934年至1938年入讀澳門瑞山學校（Sui San School），1938年至1942年入讀中山紀念中學小學部，繼而於1942年至1945年入讀澳門嶺南中學。他早年在他父親的辦公室學習，曾在香港當實習生，回到澳門後為政府設計了一些葡式住宅、法院、醫院、學校和政府住宅。1954年他再次回到香港，先為建築師范文照工作，後從1955年開始在香港政府工務局任助理建築師，在職期間考取了建築師資格。李銘根自1960年起成為建築師，1968年升為高級建築師，1973年升為總建築師，至1978年擢升至政府建築師。他往後於在1984年成為總政府建築師，1986年至1991年成為香港建築署首任署長。
李銘根早年從一些年輕建築師接觸了一些新的設計觀點與方法。他是部分香港重要建築物的設計者，其代表作有黃大仙綜合游泳池、摩士公園游泳池、香港文化中心、香港藝術館等。他曾評價香港的建築水準已達到世界一流水平，又指香港會展中心、新世界中心、滙豐總行大廈、中銀大廈都是世界一流的建築物。他亦指，由於香港經濟實力雄厚以及香港的建築師來自全球各地，因此香港很快就有外國式樣的建築，甚至比起來更先進。
1989年，李銘根在英女皇壽辰獲授帝國服務勳章。此前他於1980年獲委任為太平紳士。

## 運動員生涯
李銘根除了肩負公職之外，亦是一名射擊運動員。他曾代表香港參加1968年夏季奧林匹克運動會的和1974年大英國協運動會的射擊運動比賽，於1968年東亞運動會中成為香港首位奪得射擊項目金牌的選手，1966年開始代表香港到外地參賽。及後，他在1984年夏季奧林匹克運動會中擔任香港射擊隊的隊經理，退役前參加了1966年，1970年和1974年的亞運會。